# Leptopeza flavipes
Leptopeza flavipes är en tvåvingeart som först beskrevs av Johann Wilhelm Meigen 1820.  Leptopeza flavipes ingår i släktet Leptopeza, och familjen puckeldansflugor. Arten är reproducerande i Sverige.

## Bildgalleri

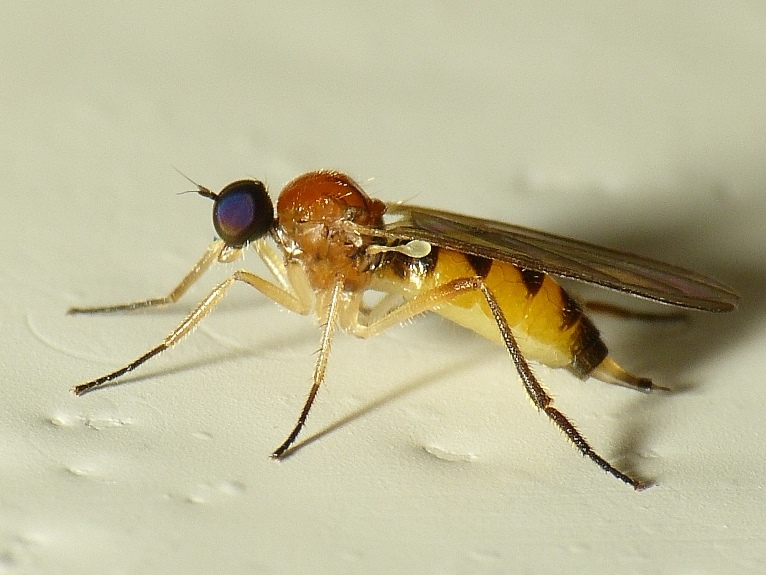
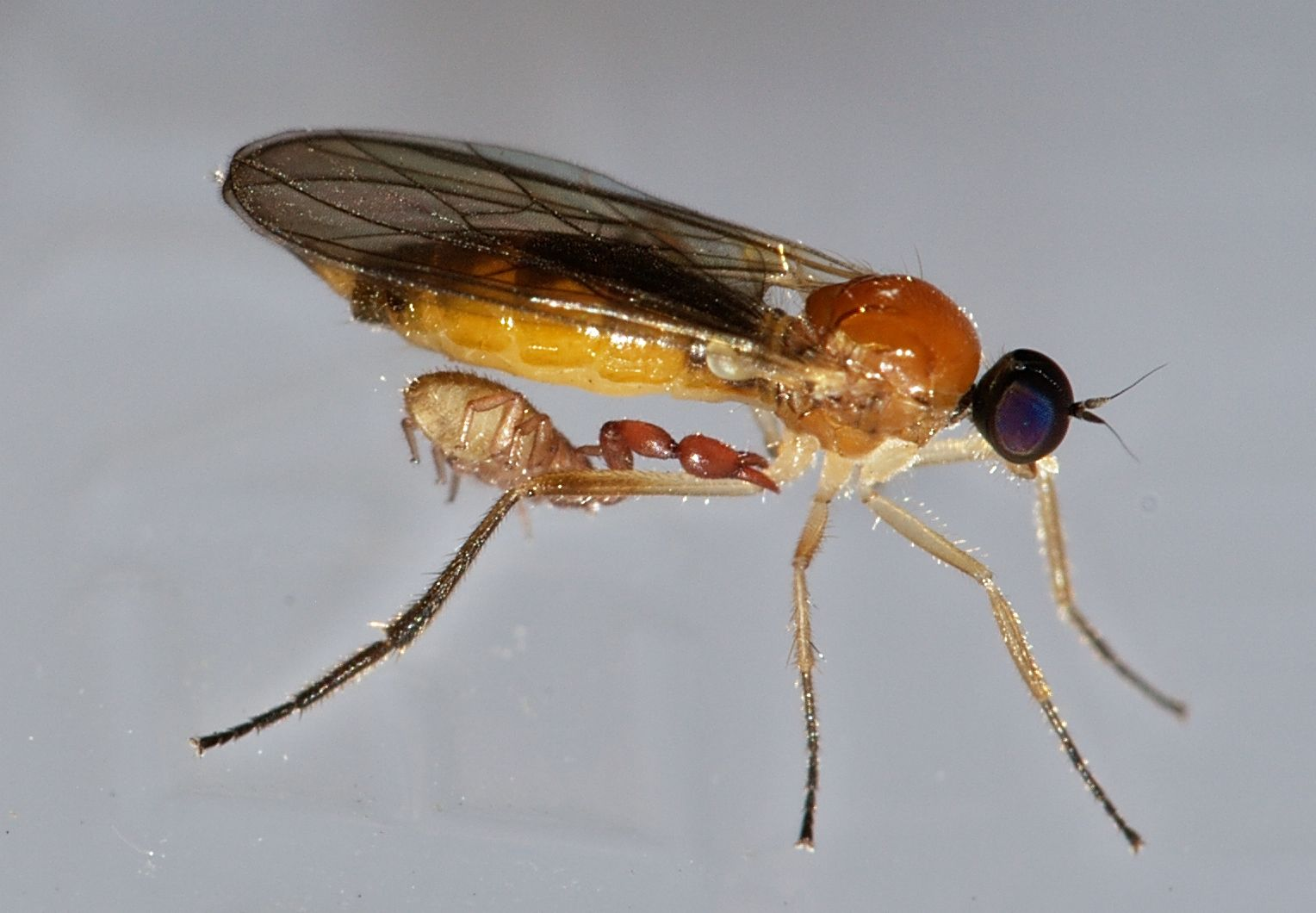
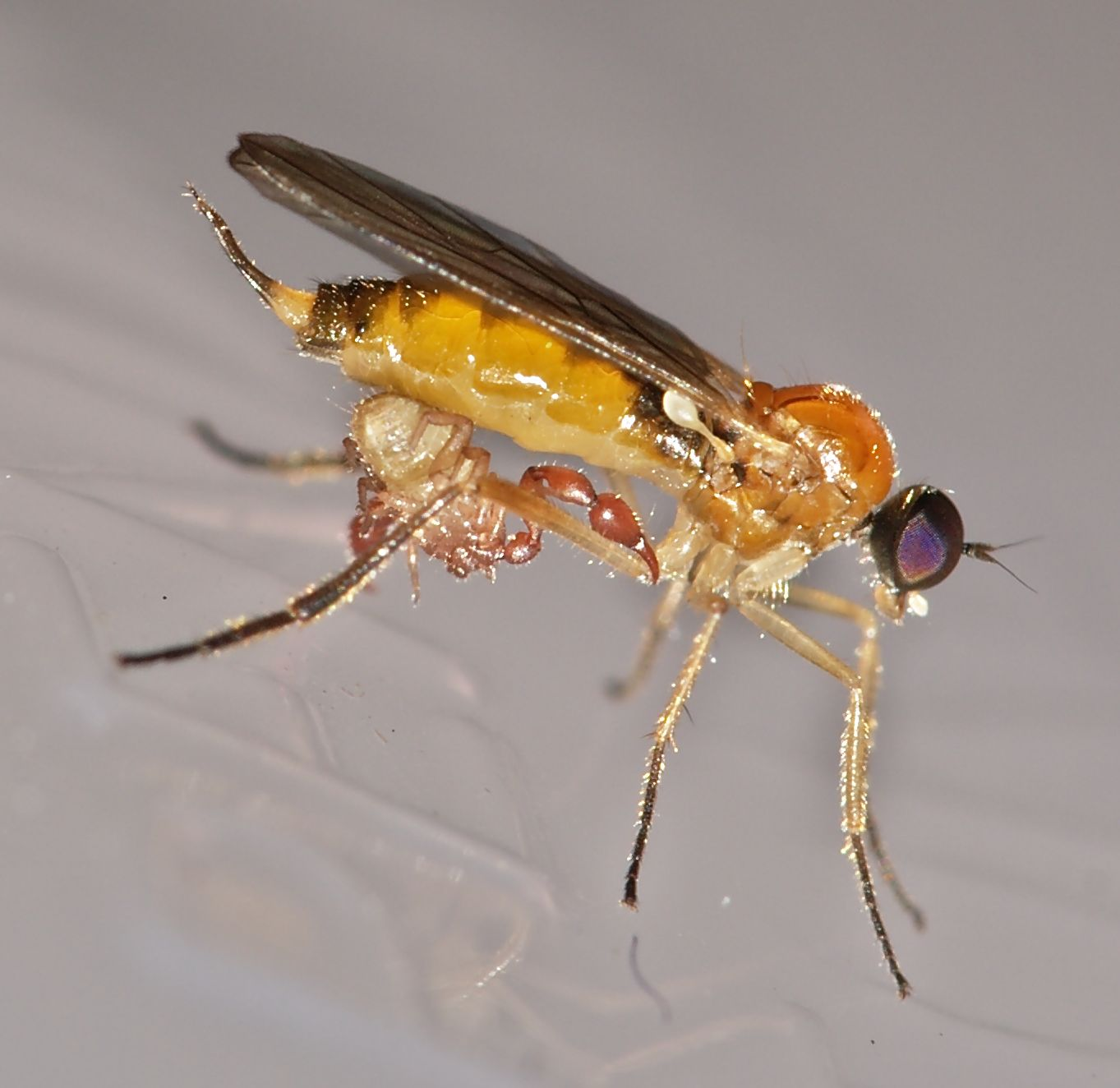